# Marcus Ringberg
Leif Thomas Marcus Ringberg, född 5 maj 1976 i Bromölla, är en svensk före detta fotbollsspelare. 
Under Egil "Drillo" Olsens tid som tränare i Fredrikstad såldes han till Hamarkameratene i juli 2005. Medan han spelade för Fredrikstad, i division 1 för herrar 2003, blev han skytteligavinnare med 16 mål.
Han har tidigare spelat för Mjällby AIF, GAIS, IFK Hässleholm och moderklubben Ifö/Bromölla IF.

## Matcher och mål
- 2004: 26 matcher, 11 mål (Fredrikstad)
- 2005: 12 matcher, 3 mål (Fredrikstad)
- 2005: 13 matcher, 4 mål (Ham-Kam)
- 2006: 25 matcher, 4 mål (Ham-Kam)
- 2007: 27 matcher, 10 mål (Ham-Kam)